# Telefericul din Chișinău
Telefericul (Funicularul) din Chișinău este singurul din Republica Moldova. Acesta se află pe str. Nicolae H. Costin, în sectorul Buiucani, la intrarea în parcul „Butoiaș”, la intersecție cu str. O. Ghibu. A fost construit în perioada sovietică, după proiectul arhitectului Vahtang Lejava, avizat de Institutul de Stat pentru Proiectarea Minelor de Cărbune. Telefericul dispunea de 2 cabine, cu capacitate de 30 persoane fiecare, iar autoritățile, în anii ‘90, estimau că telefericul ar putea deservi aproximativ 3000 de persoane zilnic. Călătoria cu funicularul, la început, costa 50 de copeici, mai tărziu 1 leu și 1,50 de lei. Detaliile cu privire la costuri, anii de construcție și utilizare sunt confuze. 

## Istoria construcției
Conform unor surse, construcția telefericului a fost anunțată în 1983, prin intermediul ziarului „Vecernii Kișinev”, care anunța pe prima pagină începerea construcției unui traseu funicular la Chișinău. Alte surse menționează că telefericul ar fi fost construit în 1981, dat în exploatare în 1988 sau inaugurat la 5 august 1991. Cabinele telefericului au fost produse la fabrica de avioane din Tbilisi (Georgia), prima țară în care au apărut funicularele în URSS.Unele surse menționează că s-a investit jumătate de milion de ruble, pe când alte portaluri- 7 de milioane de ruble pentru construcție. Telefericul și-a sistat activitatea în anul 1996, după câțiva ani de funcționare.

## Exploatare
Deschiderea acestui traseu neobișnuit era planificat pentru cea de-a 60-a aniversare a RSSM, dar lucrările au durat mult mai mult decât au fost preconizate. Funicularul a fost inaugurat în ”90, cu 6 ani întârziere.  Telefericul activa pe bază de electricitate. 

## Conservare
La mijlocul anilor 90, telefericul a început să fie utilizat tot mai rar, din cauza costului ridicat al călătoriei, dar  și a întreruperilor frecvente de curent. De atunci,  telefericul este conservat. În 2010, autoritățile municipale erau în căutare de investitori dispuși să renoveze și să repună în funcțiune telecabinele.  În 2013, când primăria a inițiat un concurs cu intenția de a semna un parteneriat public-privat pentru reabilitarea telefericului, s-a găsit și un agent economic disponibil și cu ambiții turistice, dar contractul nu a mai ajuns să fie semnat. Abia în 2014, un antreprenor a propus să finanțeze reabilitarea funicularului și a zonei adiacente, amenajând inclusiv 2 pârtii pentru schi. Antreprenorul - Asociația Obștească Clubul de Hochei pe Gheață „Platina”- a menționat că investiția estima peste 3 milioane euro (aproximativ 1,5 pentru teleferic și 1,4 pentru două pârtii). Reprezentanții ar fi negociat direct cu primăria, astfel încât nu ar fi fost respectate procedurile legale, care menționează necesitatea organizării unei licitații, iar proiectul nu a mai fost implementat. În prezenti, telefericul se află  în gestiunea Regiei Transport Electric Chișinău.

## Imagini

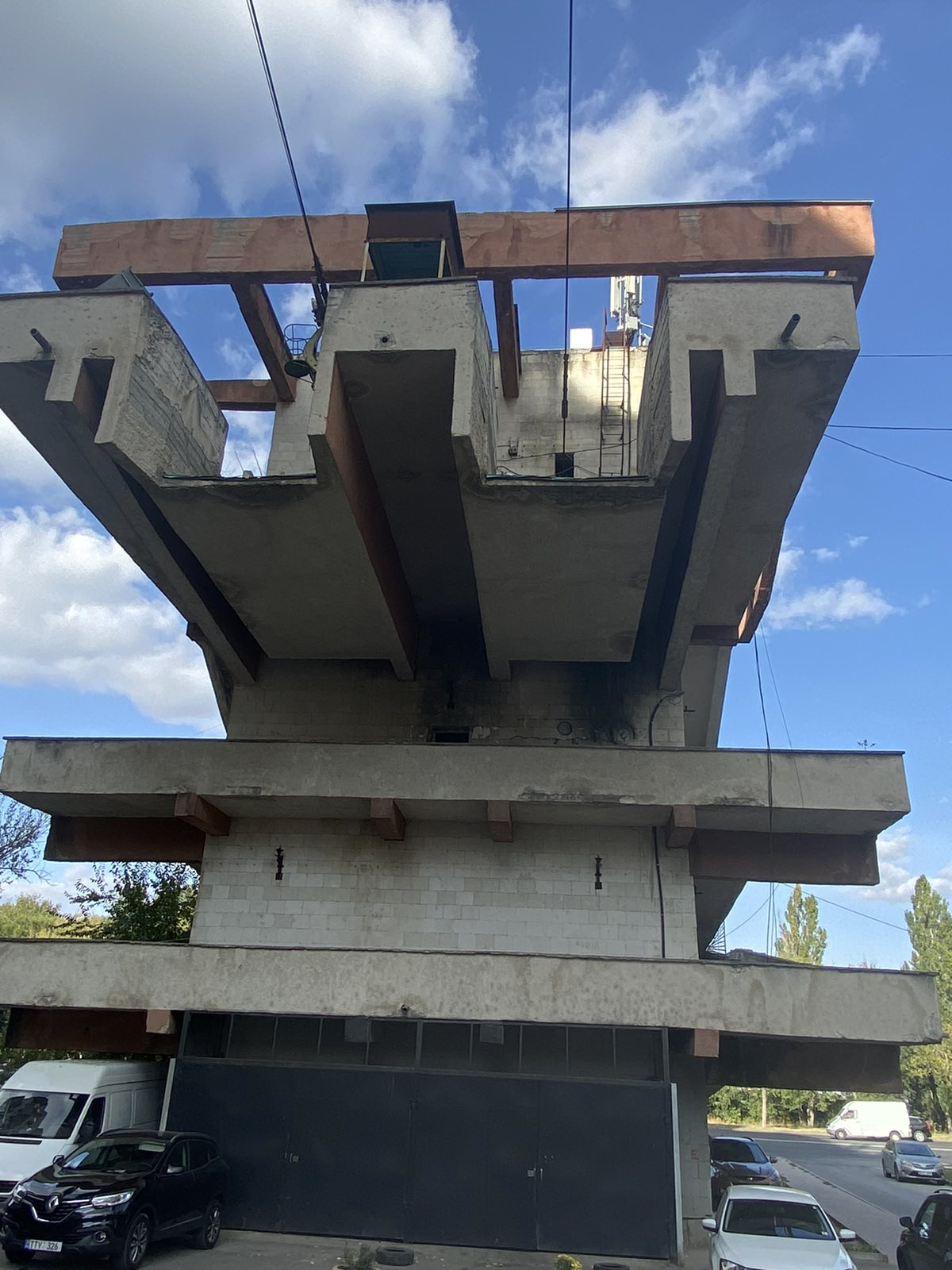
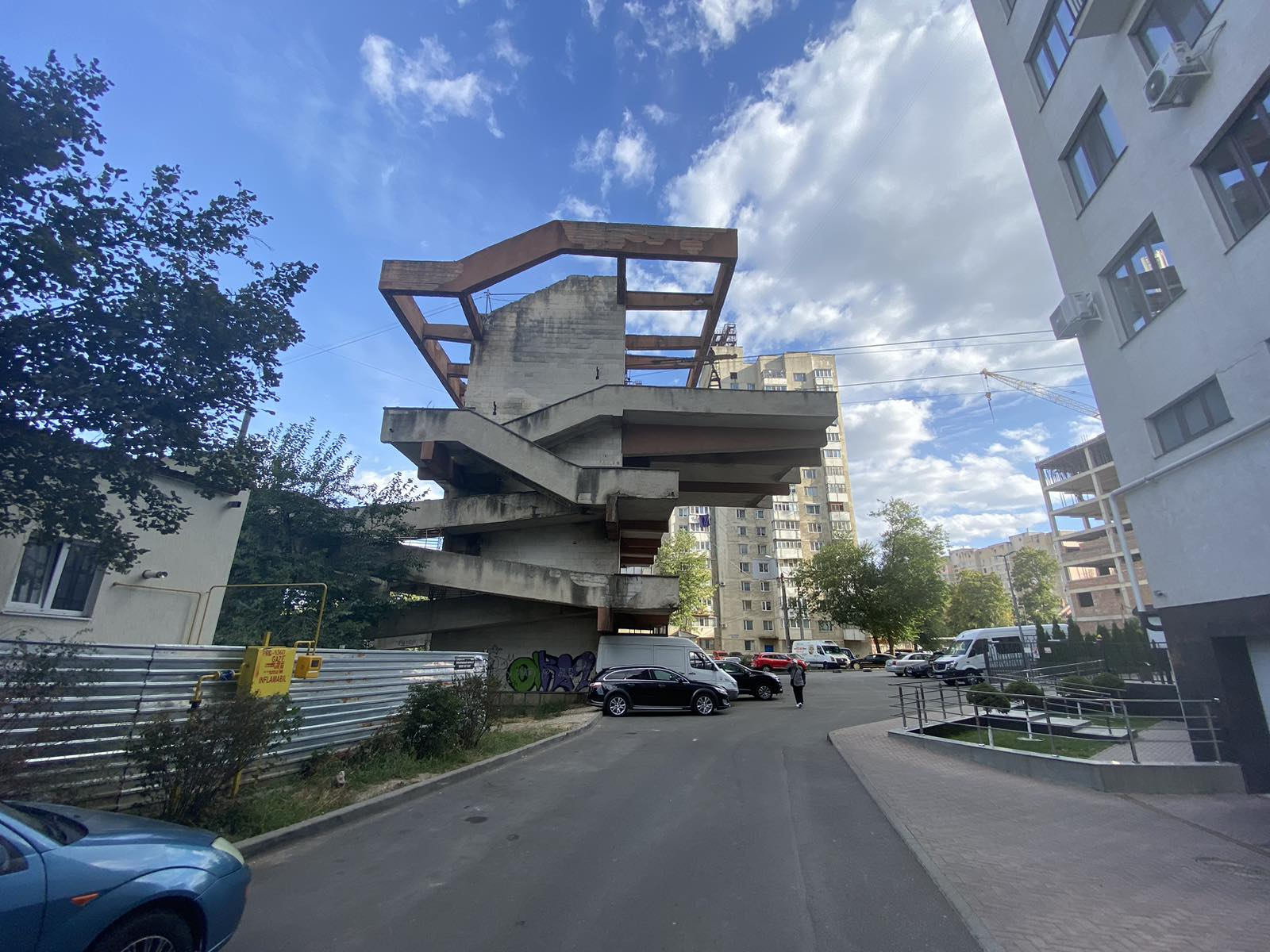
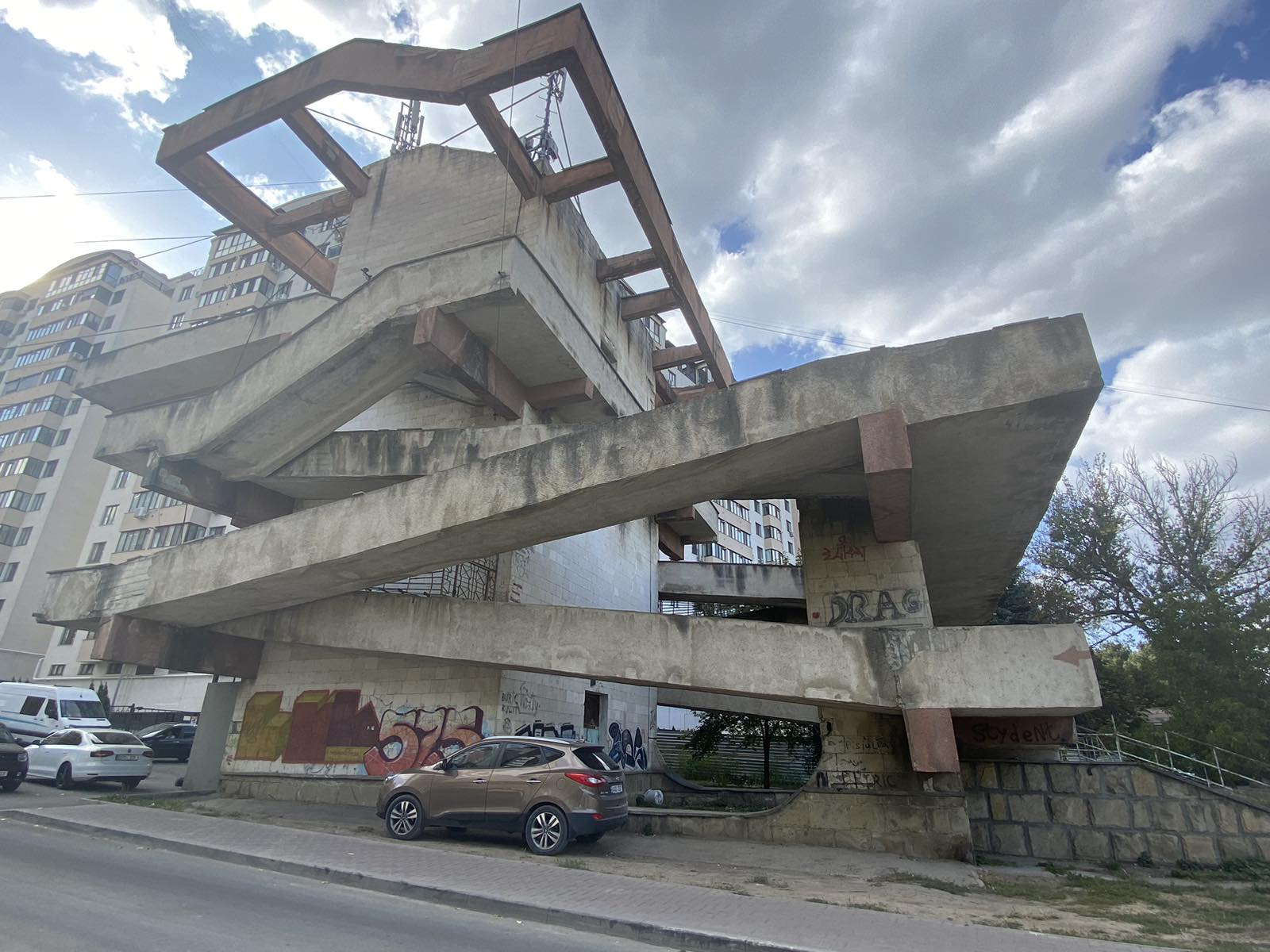
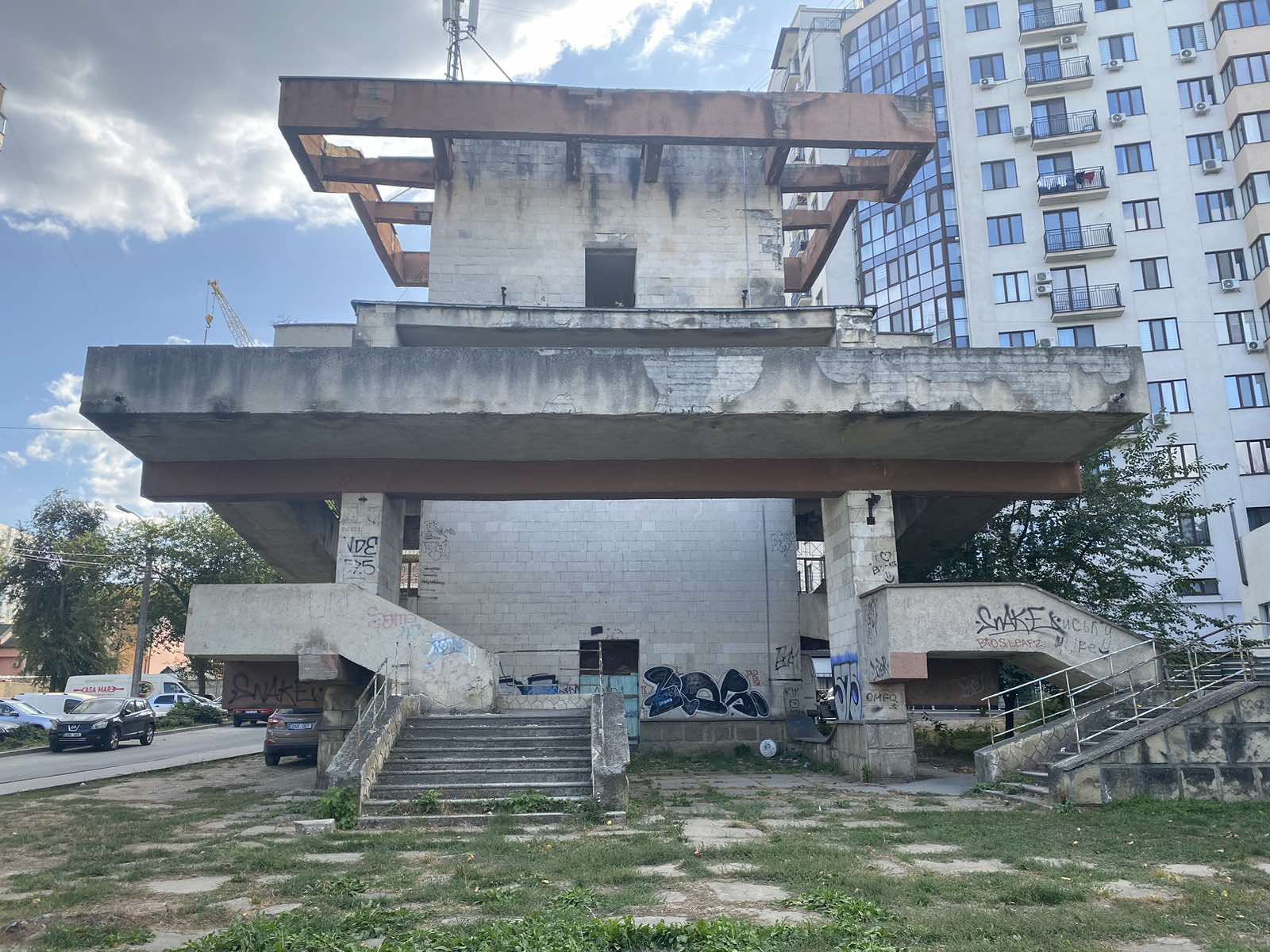
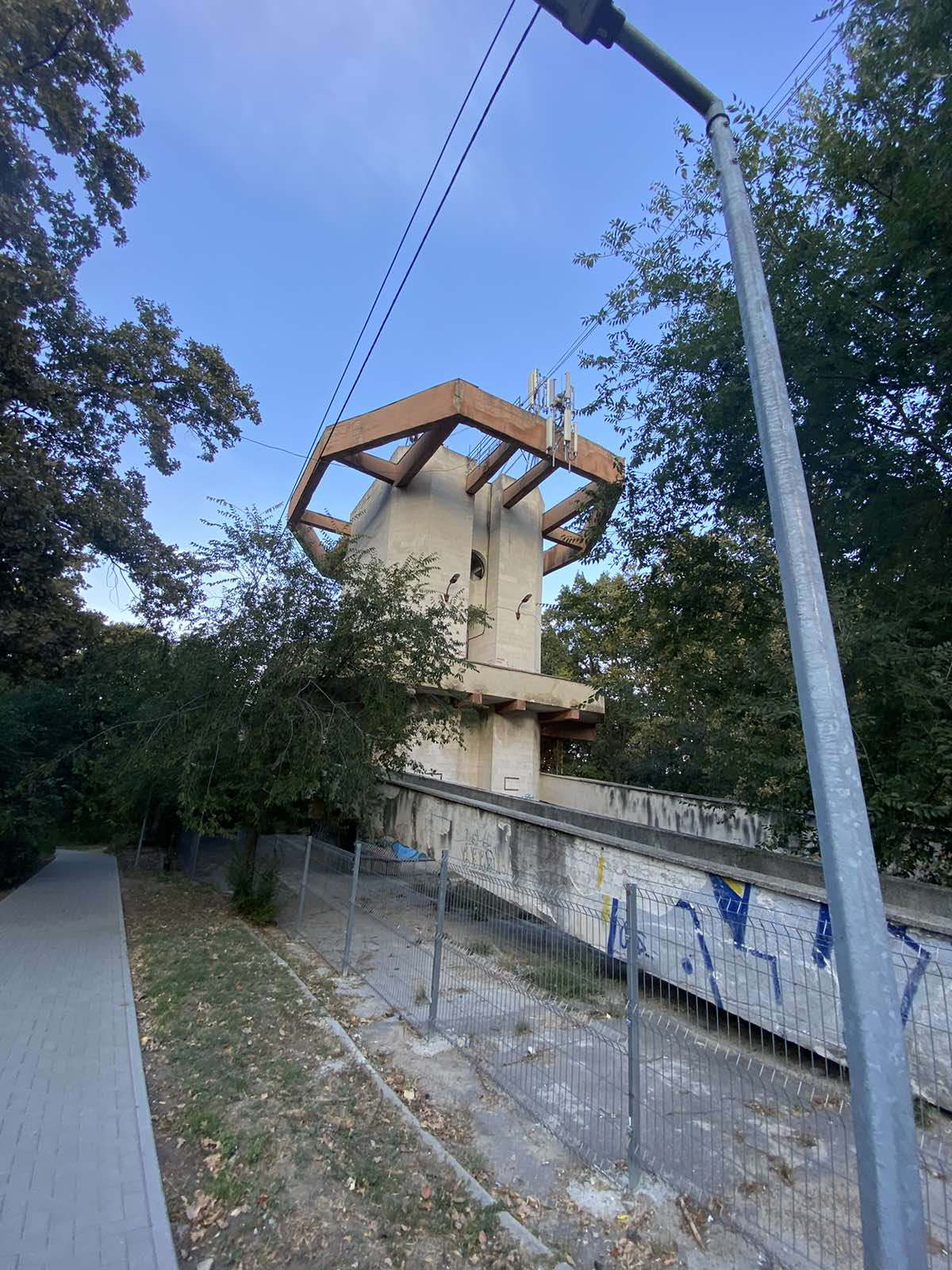
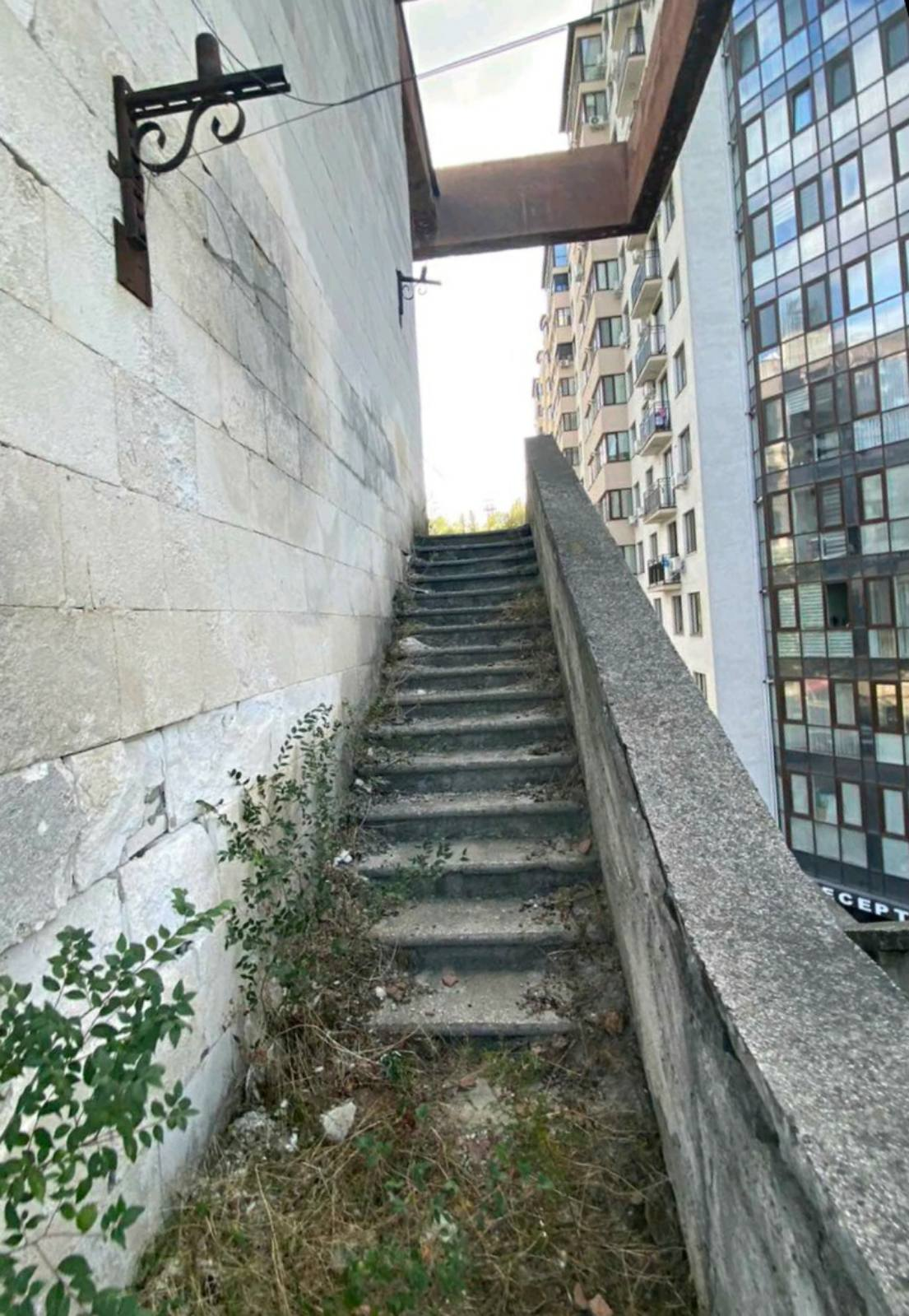
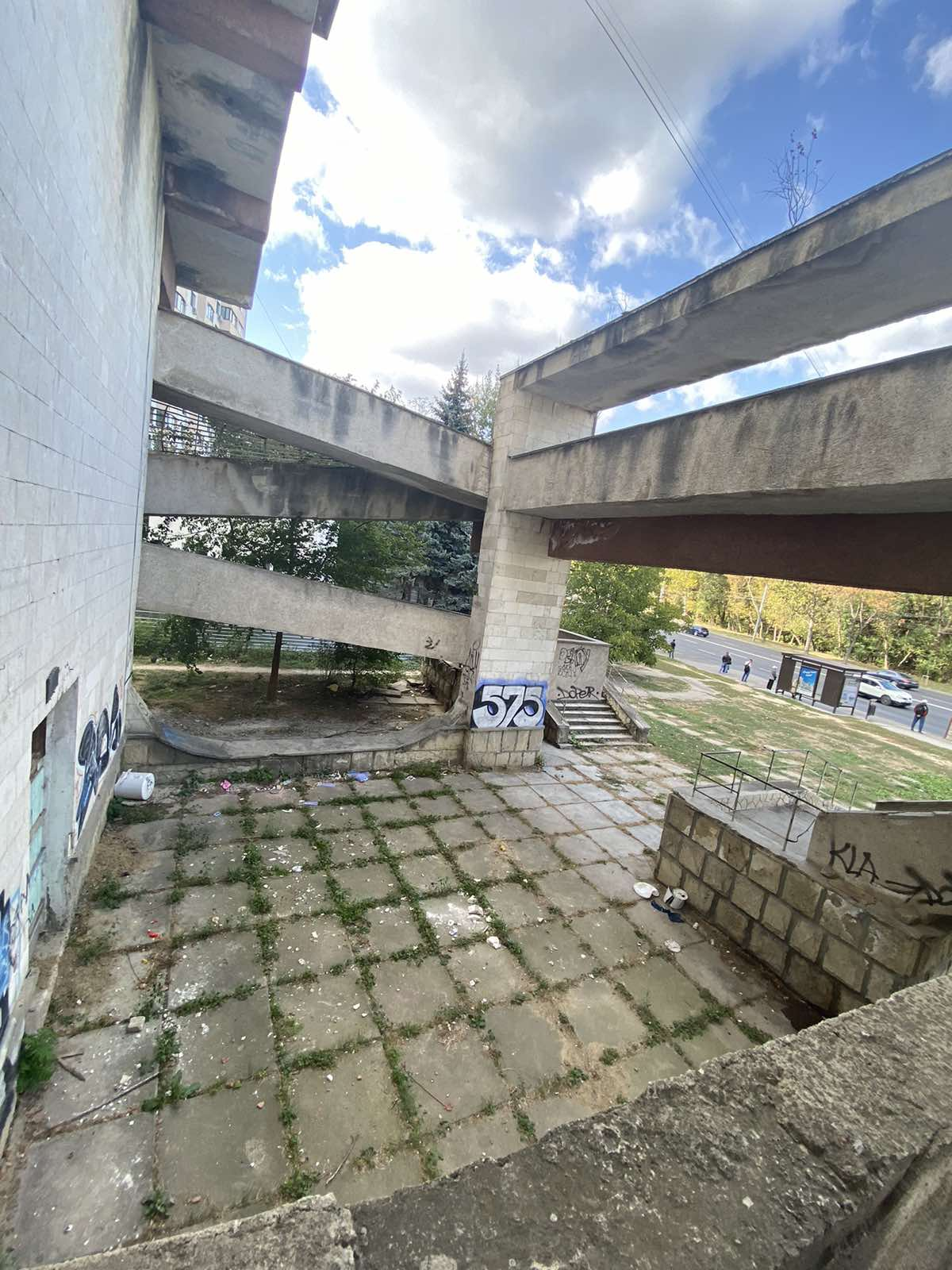